# Јереван
Јереван (јерм. Երևան) главни је и највећи град Јерменије и један од најстаријих стално насељених градских центара у свету. Смештен на обалама реке Храздан, Јереван представља административни, културни и индустријски центар Јерменије. Главни град је од 1918. године и тринаеста је по реду јерменска престоница. Град такође представља и седиште Араратског католикосата, највећег католикосата Јерменске апостолске цркве и једне од највећих епархија у свету.
Историја Јеревана почиње 782. п. н. е. када је краљ Аргишти I од Урартуа подигао утврђење Еребуни на западним обронцима планине Арарата. Еребуни је био „замишљен као велики управни и верски центар и права краљевска престоница”. Касније су током древног Јереванског краљевства други градови били бирани за престонице, па је Јереван изгубио на значају у том периоду. Током иранске и руске владавине над овим просторима, Јереван је био средиште Јереванског каната од 1736. до 1828. године, односно 1850. до 1917. године. Након Првог светског рата град је постао престоница Демократске Републике Јерменије када је хиљаде људи који су преживели геноцид над Јерменима у Османском царству населило ове просторе. Највећи раст град је доживео током 20. века када је Јерменија постала једна од 15 република Совјетског Савеза. За свега 50-ак година град је трансформисан из варошице од неколико хиљада становника у главни и најважнији културни, просветни и индустријски центар Јерменије.
Са порастом јерменске економије, Јереван је претрпео велику трансформацију. Од почетка 2000-их је израђен велики број зграда попут ресторана, продавница, уличних кафића који су били ретки током совјетског периода. Према проценама за 2011. годину у ужем делу града је живело 1.122.000 становника, а у ширем подручју града нешто мање од 1.500.000 становника. У првом кварту 2011 године, стопа незапослености у Јеревану износила је 7,8% У односу на 1.060.138 становника који су 2011. чинили 35% укупног броја становника Јерменије, процене из 2016. године наводе на у Јеревану живи 1.073.700 становника. УНЕСКО је прогласио Јереван за Светску престоницу књиге у 2012. години. Поред овога, Јереван је и придружени члан Eurocities-а, мреже европских престоница.
Када је реч о значајним знаменитостима града Јеревана, значајно место свакако заузима тврђава Ереван, која се сматра местом рођења целог града; затим црква Циранавор, која представља најстарију преживелу цркву у Јеревану; саборна црква Светог Григорија Просветитеља, највећа саборна црква Јерменске апостолске цркве у свету; Цицернакаберд, званични споменик споменик жртвама геноцида над Јерменима. Поред ових, у Јеревану се налази и велики број оперских кућа, позоришта, музеја, библиотека и других културних институција. Јереванско оперско позориште главна је позоришна дворана у Јеревану; Национална галерија Јерменије представља највећи јерменски уметнички музеј у Републици Јерменији и дели зграду са Историјским музејом Јерменије; Матенадарански архиви који представљају једно од највећих спремишта древних књига и рукописа на свету.

## Етимологија и градски симболи
Према неким теоријама, име града потиче од јерменског краља Јерванда IV (последњи из династије Оронтида), оснивача града Ервандашата. Међутим, много је вероватније да име града потиче од имена старог утврђења Еребуни (јерм. Էրեբունի) из доба краљевине Урарту, коју је основао краљ Аргишти I од Урартуа на подручју данашњег Јеревана 782. п. н. е. Прилагођавањем термина из урартског језика јерменском језику дошло се до имена Јереван (Еребуни = Еревани = Ереван = Јереван). До овакве трансформације имена дошла је историчарка Маргарит Израелијан упоређујући натписе на две плочице са клинастим писмом пронађене у тврђави Еребуни:
Транскрипција другог пиктограма „БУ“ имала је кључну улогу у нашој интерпретацији, јер је урартско „Б“ транскрибовано као јерменско „В“. Оригинални натпис се изговарао као „ЕР-БУ-НИ“; стога је истакнути јерменолог-оријенталист проф. Г. А. Гапанцијан оправдано приговорио, примећујући да урартско „Б” прелази у „В” на почетку речи („Биани” → „Ван”) или између два самогласника („ебани” → „аван”)... Другим речима, слово „Б” било је постављено између два самогласника па је прави изговор града-тврђаве био очигледно Еребуни.
Према рано-хришћанским јерменским хроникама, када се Нојева барка зауставила на планини Арарат пошто се вода повукла након великог потопа, Ноје је узвикнуо „Јереватс“, који се може превести као „молитве су услишене“ или „појавило се (копно)“.
Током касног средњовековног и раног модерног периода, када је Јереван био под турском и касније персијском влашћу, град је био познат као Ираван (перс. ایروان), а ово име је и данас у широкој употреби међу Азербејџанцима (азер. İrəvan). За време руске власти над Јерменијом током 19. и почетком 20. века, град је био познат као Ериван (рус. Эривань), а 1936. године је променио име у Јереван, мада је већина људи, поготово они са енглеског говорног подручја, чак до средине 1970-их, и даље град називала Ереван.
У многим старим јерменским списима често се срећу и друге варијанте имена, попут Ереван, Ерван, Еруан, Ареван, Иреван, Реван или Ајраван.
Главни симбол града је планина Арарат, чији врх је видљив из сваког кутка престонице. На градском грбу се налази крунисани златни лав на пиједесталу, са скиптром и сликом Арарата на грудима, а испод њега је натпис „Јереван“. Грб је у облику правоугаоног штита са плавим оквиром.
Химна града усвојена је 27. септембра 2004. године и зове се „Еребуни-Јереван“. Химну је написао Парујр Севак, а музику је компоновао Едгар Ованисјан. „Еребуни-Јереван“ је за химну изабрана на такмичењу за нову химну и заставу које би најбоље репрезентовале град. Изабрана градска застава је беле боје и у њеном средишту се налази градски грб окружен са 12 малих црвених троуглова који симболизују 12 историјских престоница Јерменије. Застава такође садржи и три боје јерменске националне заставе, будући да је лав приказан на наранџастој позадини са плавим рубом.

## Географија
Јереван је смештен на просечној надморској висини од 990 m, са минимумом од 865 m и максимумом од 1.390 m изнад нивоа мора. Лежи на обалама реке Храздан, североисточно од долине Арарат, и налази се у централно-западном делу Јерменије. Горњи део града окружен је планинама са три стране, који се потом спушта до обала Храздана на југу. Река Храздан, својим живописним кањоном, дели Јереван на два дела.
Историјски гледано, Јереван је изграђен у срцу Јерменске висоравни, у кантону Котајк, провинција Ајрарат у оквиру Јерменског краљевства.
Као престоница Јерменије, Јереван није део ниједног марза (административне јединице). Уместо тога, он се граничи са следећим марзевима: Котајк са севера и истока, Арарат са југа и југозапада, Армавир са запада и Арагацотн са северозапада.
Државни резерват Еребуни, формиран 1981. године, налази се на око 8 km југоисточно од градског центра, у оквиру градског округа Еребуни. Смештен на висини између 1.300 и 1.450 m, резерват захвата површину од око 120 хектара, која се углавном састоји од полупустињске планинске степе.

### Клима
У Јеревану влада релативно континентална клима, са сувим и врућим летима и хладним и кратким зимама. Градска клима је одређена положајем града у низији окруженој планинама, као и удаљености града од мора. Клима у граду доста се разликује од четврти до четврти, тако да у неким висинским деловима града може владати и планинска клима.
Лети температура у августу досеже до 40 °C, док зими температуре знају да падну и до -15 °C у јануару. Годишње падне релативно мала количина падавина од око 320 милиметара, град има годишње око 2.700 сунчаних сати.
| Клима Јеревана              | Клима Јеревана | Клима Јеревана | Клима Јеревана | Клима Јеревана | Клима Јеревана | Клима Јеревана | Клима Јеревана | Клима Јеревана | Клима Јеревана | Клима Јеревана | Клима Јеревана | Клима Јеревана | Клима Јеревана |
| Показатељ \ Месец           | .Јан.          | .Феб.          | .Мар.          | .Апр.          | .Мај.          | .Јун.          | .Јул.          | .Авг.          | .Сеп.          | .Окт.          | .Нов.          | .Дец.          | .Год.          |
| --------------------------- | -------------- | -------------- | -------------- | -------------- | -------------- | -------------- | -------------- | -------------- | -------------- | -------------- | -------------- | -------------- | -------------- |
| Апсолутни максимум, °C (°F) | 19,5 (67,1)    | 19,6 (67,3)    | 26,0 (78,8)    | 35,0 (95)      | 34,2 (93,6)    | 38,6 (101,5)   | 41,6 (106,9)   | 41,8 (107,2)   | 40,0 (104)     | 34,1 (93,4)    | 28,5 (83,3)    | 18,1 (64,6)    | 41,8 (107,2)   |
| Средњи максимум, °C (°F)    | 0,6 (33,1)     | 3,7 (38,7)     | 11,7 (53,1)    | 19,5 (67,1)    | 24,3 (75,7)    | 29,6 (85,3)    | 34,0 (93,2)    | 33,0 (91,4)    | 29,0 (84,2)    | 20,7 (69,3)    | 12,1 (53,8)    | 4,5 (40,1)     | 18,5 (65,3)    |
| Просек, °C (°F)             | −9,0 (15,8)    | −2,8 (27)      | 5,0 (41)       | 16,6 (61,9)    | 18,8 (65,8)    | 21,4 (70,5)    | 24,3 (75,7)    | 25,0 (77)      | 20,6 (69,1)    | 13,6 (56,5)    | 6,2 (43,2)     | −1,4 (29,5)    | 11,5 (52,7)    |
| Средњи минимум, °C (°F)     | −7,8 (18)      | −5,3 (22,5)    | 0,3 (32,5)     | 6,9 (44,4)     | 10,8 (51,4)    | 14,7 (58,5)    | 18,8 (65,8)    | 17,8 (64)      | 13,3 (55,9)    | 7,0 (44,6)     | 1,4 (34,5)     | −3,6 (25,5)    | 6,2 (43,2)     |
| Апсолутни минимум, °C (°F)  | −27,6 (−17,7)  | −26,0 (−14,8)  | −19,7 (−3,5)   | −6,8 (19,8)    | −0,6 (30,9)    | 3,7 (38,7)     | 7,5 (45,5)     | 7,9 (46,2)     | 0,1 (32,2)     | −6,5 (20,3)    | −14,4 (6,1)    | −27,1 (−16,8)  | −27,6 (−17,7)  |
| Количина падавина, mm (in)  | 22 (8,7)       | 25 (9,8)       | 30 (11,8)      | 37 (14,6)      | 44 (17,3)      | 21 (8,3)       | 9 (3,5)        | 8 (3,1)        | 8 (3,1)        | 27 (10,6)      | 23 (9,1)       | 23 (9,1)       | 92 (36,2)      |
| Извор:                      |                |                |                |                |                |                |                |                |                |                |                |                |                |

### Природне опасности
Цела Јерменија се налази у зони јаке сеизмичке активности. Њен положај је на подручју субдукције арапске и евроазијске плоче.
Земљу, а поготово Јереван, већ су неколико пута у прошлости погодили снажни потреси. Релативно недаван врло јаки потрес догодио се 7. децембра 1988. године, с епицентром удаљеним стотинак километара од Јеревана у подручју Спитка. У том потресу погинуло је око 30.000 особа. Овај потрес од 6,9 ° по Рихтеровој скали снажно се осетио у главном граду, где је оштетио многе зграде. У 17. веку је Јереван такође погодио снажан потрес који је уништио велики део града.
Многи јерменски сеизмолози предвиђају да би идући потрес био катастрофалан за град и да би број жртава мога бити неколико стотина хиљада. Ова предвиђања заснована су на стању зграда у граду, од којих су многе већ оштећене у потресу 1988. године, а и многе су грађене са недовољном заштитом од потреса. Око 40% грађевина у Јеревану не задовољава норме заштите од потреса.

### Паркови
Јереван је густо насељен град, али ипак има неколико великих јавних паркова широм својих округа. Јавни парк у округу Еребуни са својим вештачким језером представља најстарији парк у граду. Површине од 17 хектара, овај парк са вештачким језером датира још из периода краља Аргиштиса I од Урартуа током 8. века пре нове ере. Године 2011, парк је у потпуности преуређен и назван је Лион парк, како би постао симбол партнерства између Јеревана и француског града Лиона.
Парк љубавника на Авенији Маршала Баграмјана и Енглески парк у центру града датирају из 18. и 19. века, и представљају најпопуларније паркове међу становницима Јеревана. Ботаничка башта, отворена у Јеревану 1935. године, Парк победе из 1950-их и Кружни парк представљају још неке од великих зелених површина у граду.
Формиран током 1960-их, Јеревански оперски врт, заједно са вештачким Лабудовим језером, такође су неке од омиљених зелених површина локалног становништва, а језеро се током зиме леди и претвара у клизалиште.
Јереванско језеро представља вештачки резервоар отворен 1967. године на кориту реке Храздан у јужном делу центра града, где заузима површину од 0,65 km².
Сваки управни округ Јеревана има своје јавне паркове, као што су паркови Буенос Ајрес и Туманијан у округу Ајапнијак, парк Комитаса у Шенгавиту, Вахан Затикијан у Малатија—Себастији, Давид Анагт у Канакер—Зејтуну, Породични парк у Авану и Фридтјоф парк у округу Нор Норк.

## Историја
Археолошки налази сведоче да је урартијанска војна тврђава звана Еребуни установљена 782. п. н. е. по наређењу краља Аргистиса I на месту данашњег Јеравана, да би служила као стражарско утврђење против варварских напада са северног Кавказа, те је због тога један од најстаријих градова на свету. Од тада је место било од стратешког значаја као раскрсница караванских путева између Европе и Индије. Назив Јереван добио је још у 7. веку после Христа, када је био главни град Јерменије под персијском влашћу.
Због својег стратешког значаја Јереван је вековима био сталан узрок сукоба и мењао је господаре, Персијанце и османске Турке. Године 1827, заузела га је Русија а формално га отцепила од Персијанаца 1828. После руске револуције 1917. Јереван је три године био главни град независне Јерменије, а 1920. постао је престоница новоформиране Јерменске Совјетске Социјалистичке Републике, једне од 15 република Совјетског Савеза. С распадом Совјетског Савеза Јереван је постао главни град независне Републике Јерменије 1991.

### Далека историја
Јереван је један од најстаријих градова који имају и писану потврду о свом настанку. У овом случају то је натпис на клинастом писму у камену који сведочи о почетку градње тврђаве. Археолошки налази доказују да је урартијанска војна тврђава звана Еребуни установљена 782. године пре нове ере по наређењу краља Аргиштиса I, на месту данашњег Јеревана, како би служила као стражарска тврђава против варварских напада са северног Кавказа, па је због тога један од најстаријих градова на свету. У ово време урартијске моћи у граду је направљен систем за наводњавање. Век касније, како би надоместио напуштени Еребуни, краљ Руса II је неколико километара северније изградио тврђаву Теишебани. Ово је постао главни град северне покрајине и служио као складиште за прикупљене производе који су се касније слали у главно средиште краљевства, Тушпу. Град су 590. године пре нове ере опљачкали и спалили Медијци, савезници Скита.
При завршетку урартијског раздобља, владајућа династија Оронтида је увелико допринела обнови града. Од 6. до 4. века пре нове ере град је био један од главних јерменских сатрапских средишта у Ахеменидском царству.
Због недостатка историјских доказа, раздобље између 4. и 3. века пре нове ере познато је као мрачно доба Јеревана.

### Средњи век
Град је доживео интензивнији развој у средњем веку, а прва црква у Јеревану, црква Светог Петра и Павла, изграђена је у 5. веку (срушена је 1931. године). Након више покушаја у 640-има, Арапи су освојили град 658. године. Ово је постао други по важности град у регији након Двина, који је остао главно економско средиште све до 11. века. Арапи су у свом покушају овладавања јерменским становништвом, што је укључивало и масовна преобраћења, наишли на жестоки отпор становништва и били су присиљени на компромисе. Од тада, владајуће калифе су толерисале хришћанство и давале Јерменима широку аутономију. У Јеревану је раздобље мира и просперитета трајало све до побуна 740. године, кад је град опљачкан и делимично запаљен. Поновну делимичну аутономију град је добио тек 850. године, када је на власт дошао будући јерменски краљ Ашот I, чиме је започела ера владавине Багратида.
Године 920, уз помоћ Византинаца, краљ Ашот II је реинтегрисао Јереван и регију у краљевство. У 10. веку, због своје економске и војне моћи, град је постао средиште источне Јерменије. Све до 11. века, град је био део багратидског краљевства, након чега је тајно понуђен Византији 1023. године, да би на крају доспео под власт Селџука. Након смрти краља 1041. године, византијски цар Михајло V Калафат заузео је Јереван, Ани и долину Арарата. Други напад Селџука био је врло кобан за ту регију, па су се византијске снаге повукле у град Ани. Селџуци су опљачкали и спалили град, па су на крају преузели апсолутну контролу над краљевством 1064. године. У 12. веку је Грузија постала регионална војна сила и ушла у савез са Јерменима како би отерала турске владаре. Јереван је поновно заузет 1201. године и обновљен током идућих двадесет година, што је раздобље познато као „златно доба града“. Од 1225. године су почеле туркменске и монголске инвазије на град, након чега је Јереван добио монголску власт која је ипак имала одређену толеранцију према хришћанима. Од 1256. године, Јереван је постао главни град једног од четири улуса (регије) у Монголском царству. У 13. веку је наступила криза и глад због које становништво опет напустило Јереван. Након више таласа напада, 1387. године Тамерлан је опустошио град и цело околно подручје.

### Модерно доба
Раздобље 16. и 17. века је још један мрачан период у историји града. У том раздобљу град је послужио као бојно поље између Персијанаца и Турака, да би уследили напади Арапа и Монгола и на крају и велики земљотрес који је скоро у потпуности уништио град. Неки остаци из тог периода видљиви су још и данас.
Кад је град 1827. заузела Царска Русија он је имао тек око 12.500 становника од којих половина нису били Јермени. У том раздобљу поново је завладао мир и почео је благи демографски раст и град је добио статус главног града покрајине, а од 1849. и губерније.
Почетком 20. века Јереван је био само мало провинцијски град од 30.000 становника на вратима Руског царства. Године 1918, Јереван је постао главни град Независне Републике Јерменије и то остао све до 1920. године. Урбаниста Александар Таманијан трансформисао је цео град у достојни главни град те републике. Ова изузетна промена у потпуности је изменила лице града градњом нових четврти, путева, мостова, аеродрома и на крају 1980. године и метроа.
Јереван је остао главни град Јерменије и након укључења у Совјетски Савез 1920. године. Две године касније, статус главног града у Транскавкаској Совјетској Републици препустио је Тбилисију. Године 1936, Јереван је поновно постао главни град нове Јерменске Совјетске Социјалистичке Републике, те на крају 1991. треће независне републике Јерменије. Демонстрације одржане 1988. за независност Нагорно-Карабаха једна су од последица перестројке и жеље за независношћу совјетских република. Земљотрес који је погодио град 7. децембра 1988. године успорио је овај процес, па је Јерменија једна од последњих совјетских република која је постала независна.
Земљу и град је 1990-их погодила тешка економска криза која је делимично изазвана и блокадом од стране Турске и Азербејџана. Током 2000-их је опет уследио бржи раст земље, а тиме и Јеревана, премда по много чему још заостаје за неким другим подручјима бившег Совјетског Савеза.

## Становништво
Од малог села, Јереван је, у исто време када је постао главни град Јерменије, постао и метропола у којој данас живи преко милион становника. Град је 1827. године имао шест јавних паркова, 851 продавницу, седам караван-сараја, десет јавних купалишта и 1.736 кућа где је живело 12.500 становника. Становништво Јеревана је од тада до 1989. нарасло на 1.200.000 грађана, што је била трећина становништва земље.
Све до пада Совјетског Савеза становништво града су већином чинили Јермени, али са значајном руском, курдском, азерском и иранском мањином. Азерска мањина је у потпуности нестала након рата у Нагорно Карабаху између 1988. и 1994. године, док се руска мањина значајно смањила након господарске кризе 1990-их. Данас су грађани Јеревана великом већином Јермени.
Као и у остатку земље и у осталим бившим совјетским републикама, након пада Совјетских Савеза велики број становништва побегао је у иностранство, већином Русију, Европу и Северну Америку због господарске кризе. Становништво града пало је с 1.250.000 становника 1989. године, на 1.103.488 становника 2001. године, те на 1.091.235 становника 2003. године. Ипак, становништво Јеревана је од тада у порасту, тако да је агломеризација имала 1.107.800 становника 2007. године.
Јереванци углавном говоре јереванским дијалектом, источним јерменским дијалектом који је највероватније настао током 13. века. Тренутно се њиме служе људи у и око Јеревана, укључујући градове Вагаршапат и Аштарак. Речи из класичног јерменског (грабар) у великој мери учествују у креирању дијалекатског речника. Кроз историју, овај дијалекат је примао утицаје разних других језика, првенствено руског и персијског, а позајмљенице се и данас могу лако уочити. Јеревански дијалекат је тренутно најраспрострањенији јерменски дијалекат.
Од главних градова на Кавказу, Јереван је најслабије насељен.
| 1827.  | 1890.  | 1917.  | 1926.  | 1939.   | 1970.   | 1975.   | 1979.     | 1989.     | 1998.     | 2003.     | 2006.     |
| ------ | ------ | ------ | ------ | ------- | ------- | ------- | --------- | --------- | --------- | --------- | --------- |
| 10.000 | 12.500 | 34.000 | 65.000 | 204.000 | 767.000 | 899.000 | 1.019.000 | 1.201.539 | 1.249.202 | 1.091.235 | 1.104.900 |

Извор:

### Етничке групе
Јереван је први пут насељен Јерменима и остао је хомоген све до 15. века. Становништво Ериванске тврђаве, изграђене 1580-их, било је углавном састављено од муслиманских војника, око две до три хиљаде њих, док је град у то време чинило већинско јерменско становништво. Француски путописац Жан-Батист Таверније, који је посетио Јереван око шест пута између 1631. и 1668. године, навео је да је Јереван био насељен искључиво Јерменима. Током Османско—персијског рата 1720-их су у Јеревану такође живели искључиво Јермени. Демографија региона променила се због серије ратова између Османског царства, Ирана и Русије, тако да је већ до почетка 19. века Јереван имао муслиманску већину.
Све до совјетизације Јерменије, Јереван је био мултикултурални град, углавном насељен Јерменима и кавкаским Татарима (данас Азери). Након геноцида над Јерменима, многи Јермени су из области коју Јермени називају Западном Јерменијом (данас Турска, а тада Османско царство) побегли у Источну Јерменију. Године 1919, око 75.000 јерменских избеглица из Османског царства стигло је у Јереван, већином из региона Васпуракан (град Ван и околина). Значајан део избеглица умро је од тифуса и других болести.
Од 1921. до 1936. године, око 42.000 етничких Јермена из Ирака, Турске, Ирана, Грчке, Сирије, Француске, Бугарске и других земаља дошло је у Совјетску Јерменију, а већина њих настанила се у Јеревану. Други талас репатријације догодио се између 1946. и 1948. године, када је око 100.000 етничких Јермена из Ирана, Сирије, Либана, Грчке, Бугарске, Румуније, Кипра, Палестине, Ирака, Египта, Француске, Сједињених Држава и других земаља дошло у Совјетску Јерменију, а већина њих опет је населила Јереван. Сходно овоме, етнички састав Јеревана постао је моноетнички током прве три деценије у саставу Совјетског Савеза. Крајем осамдесетих и почетком деведесетих година 20. века, Азери који су живели у граду, око 2.000 њих, напустили су град због конфликта у Нагорно-Карабаху.

### Религија

#### Јерменска апостолска црква
Јерменско апостолско хришћанство је доминантна религија у Јерменији. Петовековна црква Светог Павла и Петра, срушена новембра 1930. године од стране Совјета, била је једна од најстаријих цркава изграђених у Еребунију/Јеревану. Поред ове, и велики број других цркава је срушен од стране совјетских власти 1930—их година током Велике чистке.
Регулаторно тело Јерменске цркве у Јеревану је Араратска епархија са седиштем у Саборној цркви Светог Саркиса. Араратска епархија је највећа епархија Јерменске цркве и једна од најстаријих епархија на свету, а покрива град Јереван и араратску област у Јерменији.
Јереван је тренутно дом највеће јерменске цркве на свету — саборне цркве Светог Григорија Просветитеља. Саборна црква је освештена 2001. године, током прославе 1700. годишњице успостављања Јерменске цркве и усвајања хришћанства за националну религију у Јерменији.
Према подацима из 2017. године, Јереван има 17 активних цркава и 4 капеле које припадају Јерменској апостолској цркви.

#### Руска православна црква
Након пада Јеревана под Руско царство током Руско—персијског рата 1826—1828. године, у граду су саграђене бројне руске православне цркве према наређењу руског генерала Ивана Паскјевича. Катедрала Светог Николе је изграђена током друге половине 19. века и била је највећа руска црква у граду. Црква Покрова Пресвете Богородице изграђена је 1916. године у округу Канакер—Зејтун.
Међутим, већина цркава је током 1930—их година затворена или срушена за време совјетских власти. Катедрала Светог Николе уништена је 1931. године, док је црква Покрова Пресвете Богородице затворена и претворена у складиште, а касније у клуб за војно особље. Верске службе су у цркви поново почеле да се обављају тек 1991. године, а 2004. су јој додате купола и звоник. Године 2010. је свечано отворена руска црква Светог крста у присуству патријарха Кирила I московског. Црква је касније освећена 7. октобра 2017. године у присуству католикоса Карекина II, руских епископа и црквеног добротвора Аре Абрамјан.

#### Друге религије
Према Ивану Чопину, средином 19. века је у Јеревану постојало осам џамија. Осамнаестовековна Плава џамија рестаурирана је и поново отворена током 1990-их, а обнова је финансирана иранским средствима. Плава џамија је једина данас активна џамија у Јеревану и њоме се првенствено служе ирански шиитски посетиоци.
Поред ових религија, у Јеревану постоје и мале заједнице језида, молокана, неопагана, бахаи верника и јевреја, с тим да јеврејску заједницу заступа Јеврејски савет Јерменије. У граду постоји и велики број антитринитијанистичких заједница, које су од стране Јерменске апостолске цркве сматрају опасним сектама, а где спадају Јеховини сведоци, мормони, Адвентисти седмог дана и Livets Ord.
- Црква Светог Петра и Павла из петог века
- Црква Светог Јована Крститеља, освећена 1710. године
- Саборна црква Светог Саркиса, освећена 1842. године, представља главну јереванску саборну цркву
- Руска црква Светог крста у Јеревану

## Култура
Јераван је водећи индустријски, културни и научни центар у кавкаском региону. Као центар јерменске културе, Јереван је и седиште Јереванског државног универзитета (основан 1920), Јерменске академије наука, историјског музеја, опере, музичког конзерваторијума и неколико техничких институција. Матенадарански архиви имају богату колекцију древних јерменских, старогрчких, сиријских, јеврејских, римских и персијских рукописа. Јереван има неколико великих јавних библиотека, већи број музеја и позоришта, ботаничку башту и зоо-врт. Он је такође и важан железнички чвор и велики трговачки центар пољопривредних производа. Индустрија у граду производи предмете од метала, машине и алате, електричну опрему, хемикалије, текстил и прехрамбене производе.
Две највеће туристичке атракције су рушевине Урарту и римске тврђаве. Аеродром у Јеревану зове се Звартноц. Јерменски хотел Мериот налази се у центру града, на Тргу Републике (који је познат као Храпарак).

### Архитектура
Јереванска ТВ кула је највиша грађевина у Јеревану и једна од највиших зграда у читавом региону Закавказја.
Трг републике, Јереванска опера и Јереванске каскаде представљају главне знаменитости овог града, углавном изграђене на основу оригиналних дизајна академика Александра Таманијана и ревидираног плана архитекте Џима Торосијана.
Однедавно, од 2000. године јереванске власти су започеле амбициозни процес развоја у коме се станови и зграде совјетског соцреалистичког стила руше и замењују модерним зградама. Међутим, овај план обнове града је на удару опозиције и неких становника града, с обзиром да пројекат уништава историјске грађевине који датирају још из времена Руског царства и врло често остављају становнике без домова. Обнова и развој су започети јер су куће у центру града су сматране премалим, па су због тога срушене и замењене високим зградама.
Саборна црква Светог Григорија, нова зграда Градског већа Јеревана, нови део института Матенадаран, терминал аеродрома Звартноц, Центар за уметност Кафесијан, Јерменске каскаде, Северна авенија и нови комплекс министарстава неке су од главних грађевинских пројеката реализованих током прве две деценије 21. века.
Улица Арам и новоизграђена Северна авенија су, између осталих, један од примера контрастних традиционалних и модерних архитектонских карактеристика Јеревана.
Према подацима из маја 2017. године, Јереван има укупно 4.883 стамбене зграде и 1.080 улица укупне дужине од 750 km.

### Музеји
Јереван је дом великог броја музеја, уметничких галерија и библиотека, међу којима су најистакнутији Национална галерија Јерменије, Историјски музеј Јерменије, Музеј уметности Кафесијан, библиотека старих рукописа Матенадаран и Јеврејски музеј геноцида у комплексу Цицернакаберд.
Основани 1921. године, Национална галерија Јерменије и Историјски музеј Јерменије представљају главне музеје у граду. Поред сталних изложби радова јерменских сликара, у галерији се налази збирка слика, цртежа и скулптура немачких, америчких, аустријских, белгијских, шпанских, француских, мађарских, италијанских, холандских, руских и швајцарских уметника. Обично има и неколико привремених изложби.
Јерменски музеј геноцида налази се у подножју споменика Цицернакаберд и садржи текстове и фотографије који представљају сведоке тог времена. Музеј укључује и меморијални камен састављен од три дела, од којих је последњи посвећен интелектуалним и политичким личностима које су дигле свој глас против турског геноцида над Јерменима. Међу њима су Армин Вегнер, Хедвиг Бил, Хенри Моргентау, Франц Верфел, Јоханес Лепсијус, Џејмс Брајс, Анатол Франс, Ђакомо Горини, Бенедикт XV, Фритјоф Нансен и други.
Музеј уметности Кафесијан у оквиру комплекса Јерменских каскада, представља уметнички центар отворен 7. новембра 2009. године. Приказује масовну колекцију уметничких дела, првенствено радове чешких уметника Станислава Либенског и Јарославе Брихтове, док предње баште садрже скулптуре из колекције Џерарда Кафесијана.
Музеј Еребуни основан је 1968. године и представља археолошки музеј који садржи уратруске артефакте пронађене током ископавања у тврђави Еребуни. Историјски музеј Јерменије и Музеј јерменске револуционарне федерационе историје су међу најистакнутијим који приказују историју Јеревана и Демократске Републике Јерменије. Војни музеј, смештен у оквиру комплекса Мајка Јерменија, говори о учешћу јерменских војника у Другом светском рату и рату за Нагорно-Карабах.
Град је такође дом великог броја уметничких музеја. Музеј Сергеја Парајанова, отворен 1988. године, посвећен је Сергеју Парајанову и његовим делима из области филма и сликарства. Музеј Комитаса је отворен 2015. године и представља музеј музичке уметности посвећен реномираном јерменском композитору Комитасу. Музеј књижевности и уметности Чаренц отворен је 1921. године, Музеј модерне уметности у Јеревану 1972, а Музеј уметности блиског истока 1993. године.
Биографски музеји су такође чести у Јеревану. Многи реномирани јерменски песници, сликари и музичари добили су своје музеје као знак признања њиховом доприносу јерменској култури, а међу тим уметницима су песник Ховханес Туманијан, композитор Арам Хачатуријан, сликар Мартинос Сарјан, књижевник Хачатур Абовијан и француско-јерменски певач Чарлс Азнавур.
Недавно су отворени бројни музеји који се тичу науке и технологије, међу којима су и Музеј јерменске медицине (1999), Музеј науке и технологије (2008), Музеј комуникација (2012) и други.
- Музеј уметности и историје Јерменије
- Поглед са баштенске терасе музеја уметности Кафесијан
- Музеј Комитаса

### Библиотеке
Национална библиотека Јерменије налази се у улици Теријан у Јеревану и представља јавну библиотеку града и целе републике. Основана је 1832. године, а у садашњој згради послује од 1939. године. Друга национална библиотека у Јеревану је Дечја библиотека Кнко Апер, основана 1933. године. Поред ових, у Јеревану су смештене и друге јавне библиотеке, попут Централне библиотеке Аветик Исахакјан, основане 1935. године; Републичке библиотеке медицинских наука, основане 1939. године; Библиотеке науке и технологије, основане 1957. године; и Музичке библиотеке, основане 1965. године. Поред тога, сваки административни округ Јеревана има барем једну своју јавну библиотеку.
Матенадаран представља музеј-библиотеку и истраживачки центар, који чува преко 17.000 античких списа и неколико библија из средњег века. Његови архиви садрже богату збирку драгоцених древних јерменских, античких грчких, арамејских, асирских, хебрејских, латинских, средње- модерних персијских рукописа. Смештен је на Маштоц авенији у централном Јеревану.
Дана 6. јуна 2010. године, УНЕСКО је именовао Јереван за светску престоницу књиге. Јереван је изабран због квалитета и разноликости програма који је представио изборној комисији, која се састала у седишту УНЕСКО-а у Паризу 2. јуна 2010. године.
Национални архив Јерменије, основан 1923. године, представља научно-истраживачки центар и чува колекцију од око 3,5 милиона јединица вредних докумената и смештен је у Јеревану.
- Библиотека Матенадаран
- Национална библиотека Јерменије
- Национална библиотека Јерменије
- Дечја библиотека Кнко Апер

### Уметност
Јереван је један од историјских центара традиционалног јерменског ћилима. Разни фрагменти ћилима ископани су на подручјима око Јеревана и датирају још из 7. века пре нове ере или раније. Традиција је даље развијена у 16. веку када је Јереван постао централни град Персијске Јерменије. Ипак, производња ћилима у граду је у великој мери повећана захваљујући таласу миграната из Западне Јерменије из Османског царства током 19. века, као и повратку јерменских избеглица које су почетком 20. века побегле из Јерменије због геноцида. Данас је Јереван седиште фабрике Arm Carpet основане 1924. године, као и неколико занатских радњи које се баве ручном израдом ћилима.
Пијаца уметничких дела и занатства на отвореном под називом Вернисаж отворена је крајем 1980-их у улици Арам и садржи велику колекцију различитих типова традиционалних ручно израђених јерменских уметничких радова, посебно скулптура од дрвета и ћилима. Са друге стране, парк Сарјан, смештен у близини Јерменске опере, познат је по томе што у њему уметници излажу своје слике.
Јерменски центар за савремену експерименталну уметност, основан 1992. године у Јеревану, представља креативни центар који помаже у размени искустава између професионалних уметника у одговарајућој атмосфери.

#### Музика
Џез, класична музика, фолк и народна музика представљају неке од жанрова који су популарни у Јеревану. У граду је активан велики број ансамбала, оркестара и хорова различитих типова.
Јерменски филхармонијски оркестар основан је 1925. године и један је од најстаријих музичких група у Јеревану и модерној Јерменији. Јерменски национални радио камерни хор, основан 1929. године, освојио је прву награду Совјетског Савеза 1931. године на такмичењу хорова из читавог Совјетског Савеза. Фолк и класична музика Јерменије биле су предаване на државним конзерваторијумима током совјетских дана. Ансамбл јерменске народне песме Сајат-Нова основан је 1938. године у Јеревану. Тренутно под вођством Товмаса Погосјана, ансамбл изводи дела истакнутих јерменских гусана као што су Сајат-Нова, Џивани и Шерам.
Године 1939. отворено је Јерменско национално академско оперско и балетско позориште, које је данас дом концертној дворани Арама Хачатуријана и дворане Александра Спендиарјана.
Камерна музичка кућа Комитаса отворена је 1977. године и дом је извођача камерне музике. Године 1983. отворен је спортски и концертни комплекс Карен Демирчјан, који данас представља највећи затворени простор у Јерменији.
Национални камерни оркестар Јерменије, основан 1961. године, Јеревански државни плех оркестар (1964), Народни оркестар Јерменије (1977), Ансамбл гусана и народне песме Јерменије (1983), Шогакен народни ансамбл (1995), Јеревански државни камерни хор (1996), Државни оркестар јерменских националних инструмената (2004) и Омладински државни оркестар Јерменије (2005) само су неки од музичких ансамбала у Јеревану.
Религиозна музика
Јерменска религиозна музика остала је литургијска све док Комитас није крајем 19. века увео полифонију. Почевши од краја 1950-их, религиозна музика постала је широко распрострањена када је сопрано Лусин Закарјан почела да изводи црквене песме (такође познате као шаракане). Државни ансамбл Такаран, основан 1981. године и тренутно под вођством Седрака Јерканијана, такође изводи ритуалну и старинску јерменску музику.
Џез
Џез је такође један од популарних жанрова у Јеревану. Први џез бенд у Јеревану основан је 1936. године, а данас је у Јеревану активан велики број џез и етно џез бендова, међу којима су Time Report, Art Voices и Nuance Jazz Band. Јереван џез фест је годишњи џез фестивал који се одржава сваке јесени од 2015. године, а организован је од стране Јерменске џез асоцијације уз подршку општине Јереван.
Рок музика
Јерменски рок је настао средином 1960-их у Јеревану, углавном кроз музику Артура Месчјана и његовог бенда Arakyalner. Почетком 1970-их, у Јеревану је постојао велики број професионалних бендова довољно јаких да се такмиче са својим совјетским колегама. У постсовјетској Јерменији, сцена прогресивног рока се развила у Јеревану, углавном кроз музику Ваана Арцрунија и бендова Oaksenham и Dorians. Реге такође постаје популаран у Јеревану захваљујући бенду Reincarnation.
Кафесијан центар за уметност је познат по својим редовним програмским догађајима, укључујући „класичну музичку серију Кафесијан” сваке прве среде у месецу и серије џез, поп и рок живих концерата под називом „музичке каскаде” сваког петка и суботе.
Концерти на отвореном се одржавају сваког лета у Јеревану, најчешће на локацијама попут врта скулптура Кафесијан у улици Таманијан, Трга слободе близу Јерменске опере, Трга републике и друго.
- Ручно рађени јерменски ћилима на јереванској пијаци Вернисаж
- Слике изложене у парку Сарјан
- Јерменска опера

### Фестивали
Поред уметничких, град организује и бројне друге фестивале и градске прославе које привлаче како домаће становништво, тако и посетиоце. Вардавар је најпопуларнији фестивал у Јерменији и своје корене вуче још из паганске историје Јерменије. Прославља се сваке године 98 дана (14 недеља) након Ускрса. Током тог дана, људима свих узраста је дозвољено да странце поливају водом, па је уобичајено видети људе како просипају кофе с водом са својих балкона како би полили људе који шетају улицама. Лабудово језеро близу Јереванске опере је једно од најпопуларнијих места за прославу Вардавара.
Августа 2015. године Културни центар Терјан је, подржан од стране Општине Јереван, организовао први фестивал јерменске традиционалне одеће познат као Јереван Тараз фест.
С обзиром да је Јерменија једна од древних винских регија, у Јеревану се прослављају бројни фестивали вина. Први годишњи фестивал вина под називом Јеревански дани вина организован је маја 2016. године. Лубеница фест је покренут 2013. године и постао је један од популарнијих фестивала у граду. Поред њега, од 2014. године се сваког августа организује и популарни Јеревански фестивал пива.

### Споменици

#### Историјски
Многе јереванске грађевине срушене су било током страних инвазија или као резултат разарајућег земљотреса који је погодио овај град 1679. године. Ипак, неке грађевине преживеле су све недаће и остале делимично нетакнуте, а и обновљене у ближој и даљој прошлости.
Тврђава Еребуни, такође позната и као Арин Берд, смештена је на брду на ком је основан Јереван 782. године пре нове ере од стране краља Агриштија I. Поред ове тврђаве, и остаци других грађевина из овог периода се могу наћи у Шенгавиту.
Капела Пресвете Богородице из 4. века и црква Циранавор из 6. века, обе смештене у округу Аван на северу Јеревана, неке су од најстаријих преживелих хришћанских грађевина у граду. Првобитно предграђе на северу Јеревана, Аван је на крају апсорбован постепеном експанзијом града. У овом округу се такође налазе остаци капеле Светог Ованеса који датирају из 12—13. века.
Саборни храм Пресвете Богородице представља средњовековну капелу у центру Јеревана која је изграђена 1264. године и једна је од најочуванијих цркви у граду. Поред ње, добро је очувана и црква Зоравор Аствацацин, изграђена у периоду 1693—1694. године, након разарајућег земљотреса, на темељима старије средњовековне цркве. Саборна црква Светог Саркиса, обновљена 1835—1842. године, седиште је Араратске епархије Јерменске цркве.
Плава џамија, изграђена између 1764. и 1768. године у центру града, тренутно је једина оперативна џамија у Јерменији.
Црвени мост на реци Храздан представља грађевину из 17. века, изграђену после земљотреса из 1679. године, а реконструисан је 1830. године.

#### Савремени
Јереванска опера или Јереванско национално академско оперско и балетско позориште је отворено 1939. године и једна је од главних знаменитости града, заједно са библиотеком Матенадаран из 1959. године и спомеником јерменском геноциду званом Цицернакаберд из 1967. године.
Московски биоскоп, отворен 1937. године на месту цркве Светог Павла и Петра из 5. века, значајан је пример совјетске архитектуре у Јеревану. Године 1959. подигнут је споменик легендарном Давиду од Сасуна близу Главне железничке станице у Јеревану. Монументална статуа Мајке Јерменије представља женску персонификацију јерменског народа и подигнута је 1967. године, заменивши тада велику статуу Стаљина у Парку победе.
Комитас пантеон је градско гробље отворено 1936. године где су сахрањени многи познати Јермени, док је Јераблур пантеон војно гробље где почива преко 1.000 јерменских мученика страдалих током рата за Нагорно-Карабах.
Многе нове значајне зграде изграђене су након стицања независности Јерменије, а међу таквим су Јереванске каскаде и саборна црква Светог Григорија, отворена 2001. године у знак обележавања 1700. годишњице хришћанства у Јерменији. Маја 2016. године у центру града је подигнута статуа истакнутом јерменском државнику и војном вођи Гарегину Нздеху.
- Црква Свети Сабор у центру Јеревана
- Црква Циранавор у градском округу Авану
- Црква Зоравор Аствацацин
- Плава џамија, једина данас оперативна џамија у Јерменији
- Саборна црква Светог Саркиса
- Поглед из ваздуха на Цицернакаберд, меморијални комплекс и музеј геноцида
- Статуа Мајке Јерменије
- Институт Матенадаран, на чијем се улазу налази споменик Месропу Маштоцу
- Саборна црква Светог Григорија Просветитеља

## Привреда

### Индустрија
Према подацима из 2013. године, удео Јеревана у укупној годишњој индустријској производњи износи 41%. Индустрија у Јеревану је веома разноврсна, па је тако заступљена хемијска, машинска, индустрија гуме, пластике, тепиха и ћилима, текстила, одеће, обуће, накита, дрвна индустрија и индустрија намештаја, грађевинског материјала, алкохолних пића, минералне воде, млечних производа и индустрија прераде хране. Иако је економска криза погодила ову земљу деведесетих година 20. века, неколико фабрика је остало оперативно, нарочито у секторима петрохемије и алуминијума.
Јерменски напици, посебно коњак и пиво, светски су познати па је због тога Јереван седиште великог броја водећих предузећа у Јерменији и Кавказу за производњу алкохолних напитака, а неке од највећих компанија су фабрике Armco, Proshyan, Yerevan Ararat и Јереванка фабрика за производњу брендија, фабрика за производњу шампањаца, пивара Kilikia и фабрика за производњу брендија и вина Astafian. Поред фабрика пића, у Јеревану се налазе и две велике фабрике за производњу дувана — Цигароне и Гранд Табак.
Индустрија тепиха има дубоко укорењену историју, па у Јеревану данас постоји неколико великих фабрика за производњу тепиха и ћилима, као и велики број занатских радњи које се баве ручном израдом традиционалних јерменских ћилима.

### Финансије и банкарство
Као атрактивна аутсорсинг локација за западноевропске, руске и америчке мултинационалне компаније, Јереван, а и Јерменија генерално, представља седиште бројних интернационалних компанија. Као седиште Централне банке Јерменије, Јереван представља финансијско средиште Јерменије, с обзиром да се у њему налази седиште Централне банке Јерменије, Јерменска берза, као и већина највећих комерцијалних банака у земљи. Према подацима из 2013. године, 85% годишњих услуга у Јерменији се обави управо у њеном главном граду, као и 84% укупне годишње трговине на мало.
У Јеревану постоје бројне подружнице руских услужних компанија и банака, међу којима су Газпром, Инго Јерменија, Росгострак и ВТБ банка. Поред руских подружница, у Јеревану се налази и АЦБА банка која представља подружницу француске Креди Агрикол банке, а и британска банка HSBC има свој огранак у Јеревану.

### Грађевинарство
Грађевински сектор је у Јеревану доживео значајан раст током прве деценије 21. века. Од 2000. године, Јереван је био сведок масовног грађевинског бума, финансиран углавном од стране јерменских милионера из Русије и Сједињених Држава, са екстензивним и контроверзним процесом поновног развоја, у коме су порушене бројне зграде из 18. и 19. века и замењене новим, савременим грађевинама, што је довело до повећања цена некретнина. Спроведени су бројни грађевински пројекти, попут изградње Северне авеније и рехабилитације Старог Јеревана у улици Арам. Северна авенија је завршена и отворена 2007. године, док је пројекат обнове Старог Јеревана још увек у току. У протеклих неколико година у градском центру је такође реконструисана главна улица и реновиран је Трг републике, што је финансирао јерменско-амерички милијардер Кирк Керкоријан. Са друге стране, јерменски бизнисмен из Аргентине Едуардо Еурнекијан је преузео аеродром, док је пројекат изградње Јереванских каскада финансиран од стране јерменског милионера из Сједињених Држава Џерарда Кафесијана.
Међутим, грађевински сектор је доживео пад крајем прве деценије 21. века, што је био резултат глобалне кризе некретнина у периоду 2007—2009. године. Године 2013. Јереван је доминирао са преко 58% укупног годишњег прихода из грађевинског сектора у Јерменији.
У фебруару 2017. године је владин урбанистички одбор открио своје планове за предстојеће велике грађевинске пројекте у граду. Нови пословни округ биће изграђен у центру града, што ће коштати 300 милиона америчких долара, а он ће заменити постојећу шопинг област Фирдовси. Одбор је такође најавио изградњу етнографског стамбеног насеља Ној у западном делу округа Кентрон који ће коштати око 100 милиона америчких долара.

### Енергија
Повољна локација Јеревана на обалама реке Храздан омогућила је изградњу већег броја хидроелектрана, међу којима су три хидроелектране на територији Јеревана, изграђене као део система Храздан—Севан: ХЕ Канакер, ХЕ Јереван-1 и ХЕ Јереван-3. Све три хидроелектране приватизоване су 2003. године и тренутно су власништво руске компаније .
У граду се такође налази и Јереванска термоелектрана, објекат смештен у јужном делу града, јединствен у читавом региону по свом квалитету и високој технологији. Оригинално отворена 1961. године, модерна електрана је изграђена 2007. године, опремљена је новом комбинацијом турбина са воденом паром које производе електричну енергију. Изградња нове термоелектране започета је марта 2017. године, чији је предвиђени капацитет 250 мегавата, а почетна инвестиција износила је 258 милиона америчких долара. Најављено је да ће електрана бити стављена у употребу током 2019. године.

### Телекомуникационе и поштанске услуге
Јерменија има три провајдера мобилних телефона:
- Компанија Билајн Јерменске телефонске компаније — тренутно у власништву компаније VimpelCom; компанија са седиштем у Јеревану која послује од 1995. године[106]
- К-Телекомов Vicacell-MTS — основан 2004. године у Јеревану и тренутно у власништву МТС-а[107]
- — основан 2009. године у Јеревану као провајдер интернет услуга; заменио је компанију Orange Armenia децембра 2015. године као трећи провајдер мобилне мреже.[108]

Поред провајдера мобилне мреже, бројне друге мале и средње компаније су такође укључене у интернет услуге, тако да је приступ интернету у Јерменији у великој мери слободан. Ипак, према члану 11 Устава Републике Јерменије, држава има право да блокира садржај како би спречила криминалне активности.
Ајпост је званични национални поштански оператер у Јерменији. Смештен у Јеревану, Ајпост тренутно послује у више од 900 пошти широм Јерменије.

### Туризам и ноћни живот
Туризам у Јерменији се из године у годину све више развија и престоница Јереван представља једну од главних туристичких атракција. У граду постоји велики број луксузних хотела, модерних ресторана, барова, пабова и ноћних клубова. Због све већег броја туриста који посећују ову земљу реновиран је део аеродрома Звартноц, а у току је реновирање још једног његовог дела. Бројна места у Јеревану представљају занимљиве и привлачне локације за туристе, а међу њима су свакако музичка фонтана на Тргу републике, Јереванске каскаде, Државна опера, остаци тврђаве Еребуни, историјска локација Камир Блур (Теишебаини) и друга. Највећи хотел у граду је хотел Ани Плаза, а поред њега су међу најпопуларнијим хотел Мариот на Тргу републике у самом центру Јеревана и хотел Радисон Блу смештен близу Парка победе. Други велики ланци хотела у Јеревану су Гранд хотел Јереван, хотел Best Western, Хилтонов хотел DoubleTree, хотел Хајат, хотел Ибис и луксузни хотел Александар, франшиза компаније .
Сама локација града Јеревана представља инспиративан фактор странцима да посете град како би уживали у погледу на библијску планину Арарат, с обзиром да град лежи у подножју планине формирајући својеврсни римски амфитеатар, а странце привлачи и велики број историјских знаменитости, цркви и тврђава у областима и регијама које окружују град Јереван, међу којима су храм Гарни, саборна црква Звартноц, манастири Хор Вирап и Гегард и други.
Као један од 10 најсигурнијих градова на свету, Јереван има богати ноћни живот са обиљем ноћних клубова, живих свирки, пешачких зона, уличних кафића, џез кафића, чајџиница, казина, пабова, караоке клубова и ресторана, а казино Шангри Ла и Фараон Комплекс су међу највећим центрима за забаву и разоноду у граду. Поред ових, у високо посећена места за забаву и разоноду убрајају се Јеревански зоолошки врт, основан је 1940. године; Јеревански циркус отворен 1956. године; и Јеревански водени свет, отворен 2001. године. Северна авенија, која повезује Јереванску оперу са улицом Абовјан, популарна је пешачка зона у граду са модерним стамбеним зградама, пословним центрима, ресторанима, баровима и кафићима. Међу популарним знаменитостима у Јеревану су и Јереванске каскаде и башта скулптура Кафесијан, обе у улици Таманијан са пешачком зоном у којој се налазе бројни кафићи, ресторани, барови и пабови. Уметнички центар Кафесијан редовно организује уметничке догађаје током целе године, укључујући класичне музичке серије, традиционалне фолклорне догађаје и живе џез, поп и рок концерте.
У Јеревану постоје три велика шопинг центра. Први велики шопинг центар Dalma Garden отворен је октобра 2012. године, након чега је уследило отварање Јереванског шопинг центра фебруара 2014. године, а последњи велики шопинг центар под називом Русија Мол отворен је у марту 2016. године.
- Хотел Мариот на Тргу републике у самом центру града, изграђен 1958. године са традиционалном серијом јерменских лукова на фасади
- Кафићи у близини Јереванске опере
- Јеревански зоолошки врт

## Образовање
Јереван представља главни образовни центар региона. Маја 2017. године у Јеревану су постојале 253 школе, од чега 210 државних, 159 под управом општина и 51 под управом Министарства образовања, док је 43 њих у приватном власништву. Поред школа, под управом општина је и 160 обданишта.
Међу угледнијим међународним или приватним школама у Јеревану су QSI интернационална школа, École Française Internationale en Arménie, Ајб школа, Образовни комплекс Мкитар Себастијан и школа Корен и Шушаниг Аведисијан.
Према подацима из 2016. године, више од 60 високошколских установа је акредитовано и има лиценцу за рад у Јерменији, а Јереван је дом око 50 институција, од чега је 13 државно, 7 међувладино, 5 интернационално приватно, 3 су војне и остале институције представљају локалне приватне универзитете. Јеревански државни универзитет, Амерички универзитет у Јерменији, Руско-јерменски (словенски) универзитет, Јеревански државни медицински универзитет и Јерменски државни педагошки универзитет представљају најистакнутије универзитете у Јерменији и међу најбоље оцењеним у региону.

### Наука и истраживање
За време совјетске владавине, Јереван је постао центар за науку и истраживање. Јерменска национална академија наука представља пионира научно-истраживачког рада у Јерменији. Основана је 1943. године као Јерменска филијала Совјетске академије наука и убрзо постала примарно тело које је спроводило истраживања и координирало активностима у области науке у Јерменији. Јерменска национална академија наука има велики број одељења, међу којима су и Одељење за математичке и техничке науке, Физику и астрофизику, Природне науке, Хемију и науке о земљи, Јерменологију и друштвене науке.
Након стицања независности, у граду је отворен велики број нових истраживачких центара, као што су  истраживачки институт (2010), Тумо центар за креативне технологије (2011) и Нерсес Мец медицински истраживачки и образовни центар (2013).
- Јерменска национална академија наука
- Јеревански државни универзитет
- Тумо центар за креативне технологије
- Нерсес Мец медицински истраживачки и образовни центар

### Здравство
Медицинске услуге у Јерменији, осим породилишта, нису субвенционисане од стране владе. Међутим, влада годишње издваја одређени износ из државног буџета за здравствене потребе социјално угрожених група.
Јереван је главни здравствени и медицински центар у региону. Недавно је обновљено неколико болница у Јеревану тако да оне располажу модерним технологијама, пружају здравствену заштиту и спроводе медицинска истраживања, међу којима су Медицински центар Шенгавит, Медицински центар Еребуни, затим Медицински центар Измирлијан, Медицински центар Свети Георгије Просветитељ, али и медицински центри Норк—Мараш, Астгик, Јерменски републички медицински центар, Јерменски амерички здравствени центар, болнички комплекс Мкитар Хераци и болнички комплекс у склопу Јереванског државног медицинског универзитета. Под управом општине је 39 поликлиника/медицинских центара широм града.
Истраживачки центар за заштиту здравља мајке и детета у Јеревану ради од 1937. године, док је Armenicum клинички центар отворен 1999. године. У овим центрима се углавном воде истраживања о заразним болестима и пратећим истраживањима, укључујући ХИВ, имунодефицијенцију и хепатитис.
Фабрика лекова Ликвор, која у Јеревану ради од 1911. године, представља тренутно највећег произвођача лекова у Јерменији.

## Спорт

### Фудбал
Фудбал је најигранији и најпопуларнији спорт у Јеревану, али и у целој држави, а у Јеревану тренутно постоје четири клуба која се такмиче у Јерменској премијер лиги, као и три клуба у Јерменској првој лиги.
| Клуб             | Стадион                             | Локација           | Тренинг центар                 |
| ---------------- | ----------------------------------- | ------------------ | ------------------------------ |
| Алашкерт         | Стадион Алашкерт                    | Шенгавит           |                                |
| Арарат Јереван   | Стадион Мика                        | Шенгавит           | Тренинг центар Џорагбјур       |
| Банаnнтс         | Стадион Банантс                     | Малатија-Себастија | Тренинг центар Банатс          |
| Пјуник           | Републички стадион Вазген Саргасјан | Кентрон            | Тренинг центар Пјуник          |
| Еребуни          | Стадион Еребуни                     | Еребуни            |                                |
| Арарат-Јерменија | Стадион Фудбалске академије         | Аван               | Фудбалска академија у Јеревану |
| Артсак           | Стадион Мика                        | Шенгавит           |                                |

Стадион Храздан у Јеревану је највећи спортски простор у целој Јерменији, који је, уз Републички стадион Вазген Саргасјан, званични стадион Фудбалске репрезентације Јерменије.
Фудбалска академија у Јеревану, којом управља Јерменска фудбалска федерација, отворена је 2010. године и представља савремени академски тренинг комплекс. Поред овога, на територији града постоји 126 мини фудбалских терена, а до краја 2017. се тај број повећао на 131.

### Шах
Јерменија је одувек била позната по шаху, а њени играчи су често међу најбоље рангираним шахистима у свету. Седиште Шаховске федерације Јерменије налази се у Јеревану у Шаховској кући Тигран Петросијан. Град Јереван је дом великог броја шаховских тимова и школа за обуку. Године 1936, упркос тешким економским условима у земљи, Јереван је био домаћин 32. шаховске олимпијаде. Године 2006. су четири јереванска играча Јерменског шаховског тима освојили 37. шаховску олимпијаду одржану у Торину, што су поновили и наредне године, освојивши и 38. шаховску олимпијаду у Дрездену. Трећа златна медаља припала је Јерменима 2012. године, када су победили на шаховској олимпијади у Истанбулу. Лидер националног шаховског тима, Левон Аронијан, рођен је у Јеревану и тренутно је један од најбољих шахиста у свету.

### Футсал
Футсал је један од популарнијих спортова у Јерменији, тако да велики број компанија и универзитета има своје тимове који се такмиче у Јерменској Футсал премијер лиги. Три од осам тимова који се такмиче на првенству су из Јеревана, а то су Футсал клуб Лео, Чарбак и Јерменија Травел. Спортска арена Мика је званична арена Футсал репрезентације Јерменије као и неколико футсал тимова домаћег такмичења.

### Кошарка
Упркос великој популарности кошарке у Јерменији, репрезентативци ове земље су се једино досад истакли на Европском првенству за мале земље, освојивши поменуто тек 2016. године, а већина најбољих јерменских играча су углавном они из дијаспоре, првенствено из Сједињених Држава и Русије.
Прва сезона професионалног домаћег кошаркашког такмичења Јерменије, познатог као Јерменска кошаркашка лига А, одржана је октобра 2017. године. Учествовало је седам тимова, а Јереван су представљала четири тима: Инжењер Јереван, FIMA Basketball, Гранд Спорт и Урарту.

### Тенис
Када је реч о тенису, у Јеревану постоји неколико тениских клубова, а већина њих је отворена током совјетског периода. Тениски клуб Incourt, отворен 1974. године, највећи је тениски клуб у граду са великим бројем терена на отвореном и затвореном. Поред њега, већи и значајнији је тениски клуб Арарат, основан 1990. године, као и тениски клубови основани при Јереванском државном спортском колеџу 1971. године и при Фудбалској академији у Јеревану од 2010. године.
Тренутно најуспешнији јерменски тенисери су Саргис Саргасјан, бивши јерменски тенисер који је 2004. године достигао свој лични рекорд и нашао се на 38. месту АТП сингл, односно 33. месту АТП дубл листе исте године; и Ани Амирагјан, која је 2016. годину завршила на 681. позицији ВТА листе.

### Гимнастика
Јерменија је током совјетског периода изнедрила бројне олимпијске шампионе у гимнастици, међу којима су Хрант Шахинјан, Алберт Азарјан и Едуард Азарјан, а успех јерменских гимнастичара на олимпијским такмичењима је значајно допринео популаризацији овог спорта. Најистакнутији јерменски гимнастичари данашњице су Артур Давтјан и Харутјун Мердинјан који представљају своју земљу на европским и светским шампионатима.
У Јеревану постоји велики број државних и приватних школа гимнастике, укључујући и школу Алберта Азарјана отворену 1964. године и школу Хранта Шахинјана отворену 1965. године.

### Остали спортови
Спортски и концертни комплекс Карен Демирчјан представља највећу затворену арену у Јеревану и целој Јерменији и најчешће се користи за разне спортске догађаје у затвореном простору, укључујући хокеј на леду, уметничко клизање и слично. Са друге стране, арене Динамо и Мика представљају редовна места на којима се одржавају домаћа и регионална такмичења у кошарци, одбојци, рукомету и футсалу.
Спортско удружење Јерменије (или Спортско удружење Спартак између 1935. и 1999. године) представља спортско друштво које се углавном бави индивидуалним олимпијским спортовима, првенствено боксом, дизањем тегова, атлетиком, рвањем, теквондом, стоним тенисом и другим спортовима.
Јеревански државни спортски колеџ је велики спортски и образовни комплекс смештен у јереванском округу Малатија-Себастија. Основан је 1971. године и представља дом школама индивидуалних и тимских спортова попут рвања, бокса, дизања тегова, џудоа, атлетике, акробатске и уметничке гимнастике, пливања, стоног тениса, бициклизма, кошарке и рукомета.
Септембра 2015. године у округу Давташен је отворен нови Олимпијски тренинг комплекс у Јеревану — локално познат као Олимпаван, који представља најсавременији спортски комплекс са центрима за тренинг већине олимпијских индивидуалних и тимских спортова, као и водених спортова. Овај комплекс је такође седиште анти-допинг медицинског центра и хотел намењен за смештање више од 300 спортиста.
Коњички спорт постоји у Јерменији још од 1953. године, а данас је популаран Коњички центар Ховик Хајрапетјан, отворен 2001. године. Овај центар заузима површину од 85 хектара у јужном делу округа Шенгавит и представља центра коњичких спортова и коњских трка у Јерменији.
Отварањем кантри клуба Араратска долина 1999. године у делу округа Ајапнак познатом под називом Вакни, грађанима Јеревана је по први пут представљен голф, а терен за голф у овом клубу је био први голф терен у Јерменији и читавом Закавказју.
У граду од 2004. године постоји и Арена са кугланом и билијар клубом која представља најсавременији спортски и рекреативни центар смештен на авенији Машоц у самом центру Јеревана.
Бициклизам као спорт постаје све више популаран међу млађим генерацијама, а у Јеревану постоји Јеревански Велодром који представља велодромски бициклистички центар на отвореном отворен 2011. године како би заменио стари центар изграђен још током совјетског периода. На Европском јуниорском првенству у бициклизму 2015. године је прво место однео Едгар Степанјан.
Центар за уметничко клизање Ирина Роднина отворен је децембра 2015. године с циљем да се промовише уметничко клизање и хокеј на леду. Поред овога, у последње време је ММА добио огромну популарност у Јерменији, углавном захваљујући професионалној федерацији Armfighting која има седиште у Јеревану. Федерација је основана 2005. године од стране Хајка Гукасјана и тренутно има неколико огранака широм Јерменије и Арцаха са преко 2.000 спортиста.
Због повећаног интересовања за здрав животни стил и фитнес, у Јеревану је недавно отворен велики број модерних тренинг комплекса са базенима на отвореном и затвореном, а међу њима су Олимпијска школа пливања и роњења Давит Хармбардзумјан, Orange Fitness Premium Club, спортски комплекс , спортски комплекс Aqua Land, Gold's Gym, спортски комплекс , спортски клуб Reebok и спортски и здравствени центар Multi Wellness.

## Политика

### Престоница
Јереван је главни град Јерменије од проглашења Прве републике 1918. године. Због свог положаја у низији Арарата, која је историјска земља Јермена, избор овог града за главни град био је логичан у времену настајања младе државе.
Након што је Јерменија постала република у Совјетском Савезу, Јереван је остао главни град у ком су се налазиле све политичке институције те совјетске републике. Године 1991, након проглашења независности Треће републике, Јереван је остао политичко средиште земље у ком се налазе све важне политичке институције.

### Градска власт
Јереван је статус града стекао 1. октобра 1879. године декретом руског цара Александар II Николајевич. Прво градско веће формирано је на челу са Ховханесом Горгханијаном који је постао први градоначелник Јеревана.
Јерменски устав који је усвојен 5. јула 1995. године, даје Јеревану статус покрајине (марз). Начин управног функционисања града је дакле сличан управном функционисању осталих покрајина, уз неке одређене посебности.
Управу града Јеревана представљају:
- градоначелник, кога бира председник државе на препоруку премијера[151] и који, уз скуп од четири подградоначелника, управља с 11 градских управних канцеларија;[152]
- Веће Јеревана, које, уз вођство градоначелника, окупља начелнике заједница градских округа;[153]
- дванаест заједница округа, од којих свака има свог начелника, као и властито веће.[154]

Према последњим променама устава из 2005. године, град је службено претворен у заједницу (хамајнк), а начин и структура избора градоначелника и градског већа је промењена. Ове промене ступиле су на снагу 2009. године, када су и организовани избори на којима је победу однела владајућа Републиканска странка Јерменије.
Уз националну и саобраћајну полицију, у Јеревану делује и локална општинска полиција.

### Градски окрузи
Јереван је подељен на дванаест округа (Համայնք), од којих сваки има руководиоца. Укупна површина свих дванаест округа износи 223 km².
Сваки округ је подељен на неколико четврти (Թաղամաս). Један округ може имати до седам четврти.
| Округ              | Јерменски        | Популација (2011) | Популација (2016) | Површина (km²) | Четврти (Թաղամաս)                                                             |
| ------------------ | ---------------- | ----------------- | ----------------- | -------------- | ----------------------------------------------------------------------------- |
| Аџапнијак          | Աջափնյակ         | 108.282           | 109.100           | 25,82          | Аџапнијак, Норашен, Назарбекијан, Силикијан, Лукашин, Хагтанак, Вахакни       |
| Арабкир            | Արաբկիր          | 117.704           | 115.800           | 13,29          | Нор Арабкир, Ајгедсор                                                         |
| Аван               | Ավան             | 53.231            | 53.100            | 7,26           | Аван, Аван Ареш 1 и 2                                                         |
| Давташен           | Դավթաշեն         | 42.380            | 42.500            | 6,47           | Давташен, Нарек                                                               |
| Еребуни            | Էրեբունի         | 123.092           | 126.500           | 47,49          | Еребуни, Нор Ареш, Сари Таг, Вардашен, Мушаван, Верин Џрашен                  |
| Канакер-Зејтун     | Քանաքեր-Զեյթուն  | 73.886            | 74.100            | 7,73           | Канакер, Нор Зејтун                                                           |
| Кентрон            | Կենտրոն          | 125.453           | 125.700           | 13,35          | Покр Кентрон, Норагјун, Нор Киликија, Ајгестан, Конд                          |
| Малатија-Себастија | Մալաթիա-Սեբաստիա | 132.900           | 135.900           | 25,16          | Нор Малатија, Нор Себастија, Зоравах Антраник, Шахумијан, Араратијан          |
| Норк-Мараш         | Նորք-Մարաշ       | 12.049            | 11.800            | 4,76           | Норк, Нор Мараш                                                               |
| Нор Норк           | Նոր Նորք         | 126.065           | 130.300           | 14,11          | Нор Норк                                                                      |
| Нубарашен          | Նուբարաշեն       | 9.561             | 9.800             | 17,24          | Нубарашен                                                                     |
| Шенгавит           | Շենգավիթ         | 135.535           | 139.100           | 40,6           | Неркин Шенгавит, Верин Шенгавит, Когб, Неркин Шарбах, Верин Шарбах, Норагавит |

## Саобраћај

### Копнени саобраћај
Будући да је Јереван био мали град који се претворио у метрополу, изграђена је модерна планска мрежа саобраћајница. У средишту града налазе се широке авеније од по неколико прометних трака које омогућавају ефикасно одвијање саобраћаја. Ових двадесетак авенија повезује десетак градских тргова.
Неке од важнијих градских саобраћајница су: авенија Месроп Маштоц, која повезује јужни улаз у град с Матенадараном; престижна авенија маршала Баграмјана, која повезује Барекамутијун с Француским тргом где се налазе председничка палата и парламент; улица Сајат Нова, која је продужетак Баграмјанове авеније после Француског трга и у којој се налазе бројни ресторани и хотели; улица Абовјан, која се завршава код Трга републике; Северна авенија која пролази градом, спајајући се с другим авенијама.
У граду постоје три главна моста преко реке Храздан: Мост Давташен, Велики Храздански мост и Мост победе. Такође постоји и пет мањих мостова преко којих је могуће прећи ријеку, а најуочљивији је Црвени мост којим се до 1945. у град могло ући с југа.

#### Ауто-путеви
Уз широке градске авеније, за градски саобраћај су важне и брзи ауто-путеви који се спајају у Јеревану:
- Ауто-пут М1 из смера Аштарака и Гјумрија
- Ауто-пут М2 из смера Арташата, Гориса, Капана и Ирана
- Ауто-пут М4 из смера Севан, Дилижана и Иџевана
- Ауто-пут М5 из смера ваздушне луке Звартноц, Ечмиадзина и Армавира
- Пут М15, која служи као обилазница која повезује ауто-путеве М4 и М2

Због снажног раста јерменског возног парка од 12.000 возила годишње дошло је до прометног засићења у средишту града, као и до великих саобраћајних застоја на неким авенијама. Због овог проблема, градске власти су се одлучиле на нове инвестиције у градску путну мрежу.

### Железнички саобраћај
Јереван има само једну главну железничку станицу (неколико железничких станица у предграђима престале су да се користе током 1990-их) која је повезана са метроом преко станице Сасунци Давит. Железничка станица је саграђена у соцреалистичком архитектонском стилу и на себи још има црвену петокраку, као и срп и чекић. Железничка станица је далеко од задовољавања основних норми, а од распада Совјетског Савеза и затварања турске и азербејџанске границе, кроз станицу пролазе само четири регионална воза дневно. Сваки други дан овде прође и међународни воз који иде према суседној Грузији.
За износ од 9.000 до 18.000 драма могуће је ноћним возом доћи до грузијског Тбилисија. Тај воз наставља пут даљe према црноморском одморишту Батуми.
Возови не саобраћају према Ирану, будући да железница пролази преко азербејџанског Нахчивана. Ниједан воз из Јеревана зато не саобраћа према југу. Пројекат изградње железнице која би повезала ове две земље је тренутно под разматрањем.
Током прве деценије 21. века, Железнице Јужног Кавказа, који су садашњи оператери железничког система у Јерменији, најавиле су своју спремност да у функцију пусте пругу Јереван—Гјумри—Карс уколико јерменско-турски протоколи буду ратификовани и уколико се отвори граница између ове две земље.
Јула 2017. године, од и до Јеревана саобраћају возови на следећим линијама:
- Јереван—Тбилиси—Батуми—Јереван, свакодневна линија од 15. јуна 2017, у сарадњи са Железницама Грузије[165]
- Јереван—Гјумри—Јереван, три свакодневне линије од 15. јуна 2017.[166]
- Јереван—Јераск—Јереван, свакодневна линија од 12. јула 2014.[167]
- Јереван—Араск—Јереван, свакодневна линија[168]
- Јереван—Шорзка—Јереван, викенд линије

Јереван—Арарат—Јереван линија привремено није у функцији, док је линија Јереван—Тбилиси—Јереван почела са радом од 2. октобра 2017.

### Ваздушни превоз
Међународни аеродром у Јеревану налази се 12 km западно од средишта града. То је главни аеродром земље и матични аеродром компаније Armavia. Аеродром Звартноц отворен је 1961. године, у совјетско доба. Први пут је обновљен 1985. године, а други пут 2002, како би се прилагодио међународним прописима. Од тада је започета градња новог терминала чија је прва фаза завршена у септембру 2006. године отварањем подручја за доласке. Други део терминала отворен је у мају 2007. године. Октобра 2011. године започета је изградња одлазног терминала по најсавременијим стандардима, чијом ће изградњом Звартноц аеродром постати највећи, најпрометнији и најмодернији аеродром у целом региону Кавказа, а читав пројекат кошта преко 100 милиона долара. Тренутно у Јерменији не постоје националне авиокомпаније.
Овај међународни аеродром повезује земљу с Француском, Русијом, Немачком, Уједињеним Краљевством, Аустријом, Чешком, Украјином, Израелом, Либаном и другим земљама.
Други аеродром у Јеревану је Еребуни. Од независности земље 1991. године, овде више не полећу комерцијални, већ приватни летови. Ваздушне снаге Јерменије овде имају своју базу у којој се налази неколико МиГ-ова 29.

### Јавни превоз

#### Метро
Јеревански метро, назван по Карену Демирчијану (јерм. Կարեն Դեմիրճյանի անվան Երեւանի մետրոպոլիտեն կայարան; Karen Dyemirchyani anvan Yerevani metropoliten kayaran) представља систем брзом транспорта који је у главном граду Јерменије у употреби од 1981. године. Састоји се од једне линије дугачке 12,1 km, која повезује десет станица, и 45 возила у употреби. Унутрашњости станица подсећају на унутрашњости метроа осталих бивших совјетских република, са великим лустерима који висе у пролазима. Већини станица метроа је промењено име након распада Совјетског Савеза и стицања независности Јерменије.
Тренутно је у фази изградње продужетак ове линије према северозападу, а тај продужетак састоји се од још две станице. Изградња једне станице (Ајапнијак), као и тунела у дужини од једног километра који би је повезао с остатком мреже, кошта око 18 милиона долара. Датум завршетка радова још није одређен. Дугорочно је планирана градња још две линије метроа, али због недостатка финансијских средстава још није одређен датум почетка радова.
Метро систем Јеревана дневно превози више од 60.000 људи.

#### Аутобус
Јавни превоз је у Јеревану у великој мери приватизован и њиме управља око 60 оператера. Од маја 2017. године Јереваном возе аутобуси на 39 градских линија, а аутобуси и минибусеви заједно на 46 линија, као и тролејбуси на 24 линије. Још увек градом саобраћају стари аутобуси из совјетског доба, али се они постепено замењују новим аутобусима украјинског Богдана (Исузу) и руског ГАЗ-а, тако да око 39,1% тржишног учешћа у јавном транспорту имају Богдан, Higer City Bus и Hyundai County аутобуси, тачније око 425 њих.
Међутим, 50,4% јавног превоза представљају јавни комбији, локално познати као маршутка. Око 1.210 руских ГАЗ комбија са 13 седишта саобраћају на исти начин као и аутобуси и имају 79 различитих линија са одређеним рутама и истим стајалиштима. Према општинској канцеларији, у будућности би маршутке требало да буду замењене обичним већим аутобусима. Упркос томе што имају само 13 седишта, лимит путника није контролисан, па ови комбији често превозе много више људи који стоје унутра.
Јеревански систем тролејбуса саобраћа још од 1949. године. Неки тролејбуси из совјетског периода замењени су новим и модерним тролејбусима, али је већина њих и даље старо. Од маја 2017. године, градом саобраћа свега пет тролејбуских линија са око 45 возила у употреби. Тролејбуски систем је у власништву општине, која га одржава и њиме управља.
Због постојања огромног броја различитих приватних оператера, јавни превоз у Јеревану је једва регулисан, с тим да је једино цена регулисана. Сходно томе, квалитет возила је често недовољно адекватан и без одређених сигурносних прописа. За разлику од већине других светских престоница, у Јеревану не постоји јединствени установљени систем издавања карата, тако да путници морају да дају новац директно возачу када уђу у возило. Цена карте је — као једна од ретких ствари која је регулисана — фиксна и контролисана од стране власти. Једносмерна вожња кошта 100 јерменских драма (око 20 долар центи) за све аутобусе и јавне комбије, док је за тролејбусе цена дупло мања.
Од 2006. године, одређена су стајалишта аутобуса у свим градским четвртима. Уз градски превоз, аутобуси који полазе с главне станице у четврти Нор Киликија повезују Јереван са свим градовима у Јерменији, као и с важнијим градовима суседних држава као што су Тбилиси у Грузији и Табриз у Ирану.

#### Трамвај
Трамваји су саобраћали Јереваном од 1906. године, а укинути су у јануару 2004. године. Разлог укидању били су превисоки трошкови који су за 2,4 пута прелазили количину прихода од трамвајске мреже, што је навело општину да исти укине, упркос последњим великим напорима из 2003. да се систем сачува. Након престанка саобраћања, трамвајске шине су размонтиране и продане.

#### Жичара
Средиште града било је жичаром повезано са стамбеном четврти Норк у округу Норк-Мараш све до 2004. године. Почетком априла те године, догодила се несрећа у којој је кабина пала с 17 m, убивши пет од седам путника. До тада се жичаром дневно служило око 500 путника.
Након несреће, део кабла жичаре је покидан, а цели систем је напуштен. Данас се траже финансијска средства како би се жичара поновно пустила у рад.

## Партнерски градови
Тренутно је Јереван партнер са укупно 27 градова:
| Град                | Држава     | Година   |
| ------------------- | ---------- | -------- |
| Карара              | Италија    | Од 1965. |
| Подгорица           | Црна Гора  | Од 1974. |
| Антананариво        | Мадагаскар | Од 1981. |
| Кембриџ, Масачусетс | САД        | Од 1987. |
| Марсељ              | Француска  | Од 1992. |
| Атина               | Грчка      | Од 1993. |
| Лион                | Француска  | Од 1993. |
| Ставропољ           | Русија     | Од 1994. |
| Исфахан             | Иран       | Од 1995. |
| Кијев               | Украјина   | Од 1995. |
| Москва              | Русија     | Од 1995. |
| Одеса               | Украјина   | Од 1995. |
| Фиренца             | Италија    | Од 1996. |
| Тбилиси             | Грузија    | Од 1996. |
| Бејрут              | Либан      | Од 1997. |
| Дамаск              | Сирија     | Од 1997. |
| Санкт Петербург     | Русија     | Од 1997. |
| Монтреал            | Канада     | Од 1998. |
| Париз               | Француска  | Од 1998. |
| Волгоград           | Русија     | Од 1998. |
| Братислава          | Словачка   | Од 2001. |
| Минск               | Белорусија | Од 2002. |
| Сао Пауло           | Бразил     | Од 2002. |
| Ахалцихе            | Грузија    | Од 2005. |
| Кишињев             | Молдавија  | Од 2005. |
| Ростов на Дону      | Русија     | Од 2005. |
| Лос Анђелес         | САД        | Од 2007. |

## Значајне личности
Значајне личности које су из Јеревана или су живеле у њему:
- Владимир Акопјан, шахиста
- Левон Аронјан, шахиста
- Геворг Емин, песник
- Александер Арутиунијан, композитор
- Ђиван Гаспарјан, композитор
- Сергеј Парајанов, филмски режисер
- Саргис Саргсијан, тенисер
- Александер Ширванзаде, писац
- Роберт Кочарјан, бивши председник Јерменије
- Левон Тер-Петросјан, председник Јерменије од 1991—1998
- Бабкен Симоњан, песник, проф. Универзитета (србиста)